# Galina Łotariewa
Galina Łotariewa (ur. 13 września 1973 w Baranowiczach) – białoruska piłkarka ręczna, bramkarka, występująca w barwach Polski, czterokrotna mistrzyni Polski, wicemistrzyni Francji.

## Kariera sportowa
W latach 1993–1997 była zawodniczką Monteksu Lublin, z którym wywalczyła awans do I ligi w 1993, a następnie trzy tytuły mistrza Polski (1995, 1996, 1997). Od 1997 do 2001 występowała w Starcie Gdańsk, w latach 2001-2004 w AZS-AWFiS Gdańsk, z którym wywalczyła dwa brązowe medale mistrzostw Polski (2002, 2003) oraz mistrzostwo Polski w 2004. W latach 2004–2009 była zawodniczką francuskiego Le Havre ACH, z którym zdobyła cztery tytuły wicemistrza Francji (2006, 2007, 2008, 2009). Jej ostatnim klubem był Angoulême Charente Handball, w którym grała w latach 2009-2012 (najpierw w I lidze, a od 2010 w II lidze).
W 2003 otrzymała polskie obywatelstwo i w latach 2003-2004 zagrała w dziesięciu spotkaniach reprezentacji Polski seniorek. Mieszka w Gdańsku